# Kraemeria
Kraemeria is een geslacht van straalvinnige vissen uit de familie van de lansvissen (Kraemeriidae). Het geslacht werd voor het eerst wetenschappelijk beschreven in 1906 door Franz Steindachner.

## Soorten
- Kraemeria bryani Schultz, 1941
- Kraemeria cunicularia Rofen, 1958
- Kraemeria galatheaensis Rofen, 1958
- Kraemeria merensis Whitley, 1935
- Kraemeria nuda (Regan, 1908)
- Kraemeria samoensis Steindachner, 1906
- Kraemeria tongaensis Rofen, 1958